# جدايل
جدايل هي قرية مسيحية في محافظة جبل لبنان، تقع شمال مدينة جبيل (بيبلوس)، وتبعد عنها حوالي 4 كيلومترات. يسكنها خاصة مسيحيين روم أرثوذكس وموارنة، ويبلغ عدد سكانها نحو 1500 نسمة.

## الموقع
تقع جدايل على تلة مطلة على البحر الأبيض المتوسط. مساحتها 2 كيلومتر مربع. تحوطها أشجار من الزيتون، الخروب والخضار المختلفة. ولذلك يوجد العديد من معاصر الخروب والزيتون داخل القرية.

## الكنائس
توجد ثلاث كنائس في جدايل. فلأجل أن الشهيد القديس دوميتيوس الفارسي هو شفيع جزء كبير من السكان. كنيستين مارونية وأخرى أرثوذكسية، تحمل اسم 'مار ضومط'. أما الكنيسة الثالثة فهي تكريما لأمنا مريم العذراء.

## أعياد
كل سنة، يحتفل سكان جدايل بأعياد مار ضومط، السيدة، ونهاية فصل الصيف. ويلي عادةً هذه الاحتفالات عشاءاتٌ قروية. أيضا، يحتفل السكان، على نطاق واسع، في عيد الميلاد. فتضيء النجمات سطوح البيوت، تعرض المسرحيات، ويظهر بابا نويل، الذي يحمل الفرحة والسعادة للأطفال في هذا العيد.

## الأمن في البلدة
في جدايل لا وجود لبلدية كي تعمل على منع التحركات المشبوهة، لذا يطالب سكان البلدة كل المعنيين لإتخاذ الإجراءت المناسبة وتكثيف الدوريات للحد من عمليات السرقة المحترفة.